# Каменецкий, Пётр
Пётр Камене́цкий (после 1410—1447) — польский шляхтич, староста добчицкий.

## Биография
Представитель польского шляхетского рода Каменецких герба «Пилява». Старший сын Марцина Каменецкого (ум. 1439) и Катарины Кот, внук подканцлера коронного Клеменса Москожевского (ум. 1408). У него было пять братьев: Николай, Марцин, Ян, Генрик и Клеменс и три сестры: Катарина, Дорота и Маргарита.
Вместе с младшим братом Генриком Андреасом Каменецким, каштеляном саноцким, поддержал гуситскую конфедерацию под руководством каштеляна бечского Спытка из Мельштына и подписал акт конфедерации в 1439 году. Однако после поражения конфедератов в битве под Гротниками, под конец жизни вступил в контакты с королевским двором.
Принимал участие в 1444 году в походе польского короля Владислава III Варненьчика в Венгрию против турок-османов. В награду король велел повесить его герб в костёле Пресвятой Девы Марии в столице Венгрии — как одного из двадцати храбрейших воинов. В награду получил староство добчицкое, которое ранее принадлежало Москожевским. Скончался в 1447 году.